# Dolna Bela Crkva
Dolna Bela Crkva (makedonska: Долна Бела Црква) är en ort i Nordmakedonien. Den ligger i kommunen Resen, i den sydvästra delen av landet, 110 kilometer söder om huvudstaden Skopje. Dolna Bela Crkva ligger 860 meter över havet och antalet invånare är 400.